# Franz Grundheber

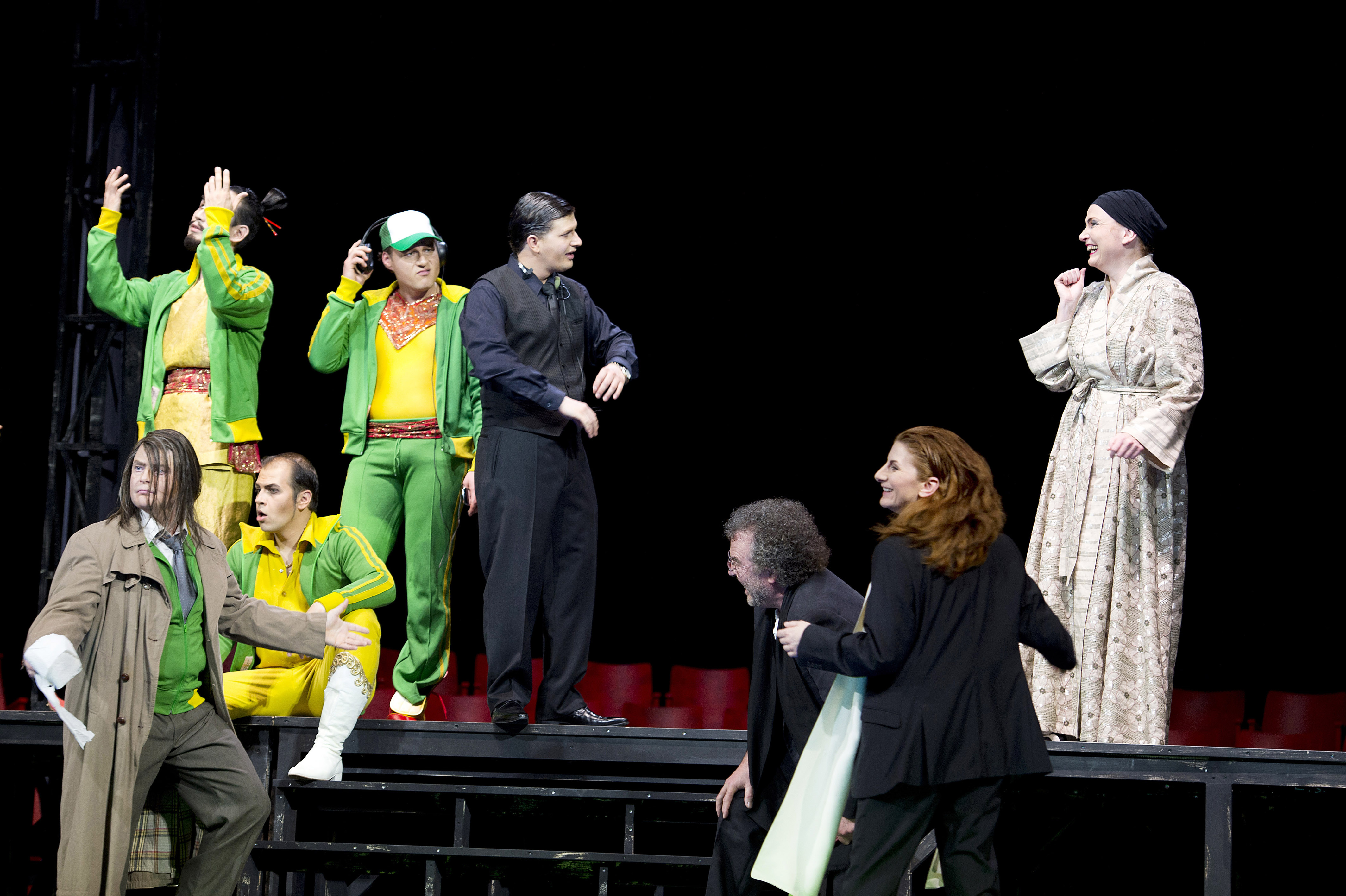
Franz Grundheber als Musiklehrer in einer Aufführung von Ariadne auf Naxos an der Hamburgischen Staatsoper (Dritter von rechts) (2012)

Franz Grundheber (* 27. September 1937 in Trier) ist ein deutscher Opernsänger (Bariton). Der Titel Kammersänger wurde ihm sowohl in Österreich verliehen als auch in Hamburg anlässlich seiner zwanzigjährigen Zugehörigkeit zur dortigen Staatsoper 1986.

## Leben
Franz Grundheber wuchs in Trier-Biewer auf und legte 1959 am dortigen Max-Planck-Gymnasium das Abitur ab. Anschließend verpflichtete er sich drei Jahre bei der Luftwaffe der Bundeswehr, ging auf die Offiziersschule in München und war schließlich in Hamburg stationiert.
Nach dem Studium in Hamburg, einem zweijährigen Stipendium an der Indiana University in Bloomington (Indiana) mit Unterricht bei Margaret Harshaw und einem Sommer an der Music Academy of the West in Santa Barbara County wurde er 1966 an die Hamburgische Staatsoper engagiert, an der er am 27. Oktober 1966 als einer der sechs flandrischen Deputierten in Verdis Don Carlos debütierte. Ihrem Ensemble gehörte er bis 1988 an und ist ihm, seither freischaffend tätig, weiterhin eng verbunden. Grundheber hat dort etwa 150 Rollen interpretiert (davon 75 erste Fachpartien) und bei zehn Uraufführungen mitgewirkt. 1986 wurde er zum Hamburger Kammersänger ernannt, anlässlich seines vierzigjährigen Bühnenjubiläums 2006 zum Ehrenmitglied des Hauses. Am 1. Februar 2012 sang Grundheber seine 2000. Vorstellung an der Hamburgischen Staatsoper, anlässlich seines 50-jährigen Bühnenjubiläums wurde ihm die Vorstellung von Hänsel und Gretel am 26. Dezember 2016 gewidmet.
An der Wiener Staatsoper hatte er am 11. Dezember 1976 sein Debüt als Figaro unter Horst Stein in Mozarts Le nozze di Figaro. Nach einer Vorstellung von Moses und Aron am 16. März 2010 wurde Grundheber zum Ehrenmitglied der Wiener Staatsoper ernannt, an der er bis heute (Stand: Saison 2017/18) als Sänger tätig ist. Am Theater an der Wien debütierte er im Dezember 2012 als Riedinger in Mathis der Maler.
Seine Karriere führte Franz Grundheber an alle bedeutenden Opernhäuser der Welt. Er verfügt über ein breitgefächertes Repertoire, das vom Belcanto über den Verismo bis hin zu Opern moderner Komponisten reicht. Von den Rollen, mit denen er Weltruhm erlangte und denen er sich besonders verbunden fühlt, nennt ein Interview in Klassik heute im Februar 2010: Wozzeck, Barak in Die Frau ohne Schatten und Simon Boccanegra sowie Germont in La traviata, Rigoletto, Macbeth, Jago in Otello, Amonasro in Aida, Amfortas in Parsifal, Der fliegende Holländer, Scarpia in Tosca, Jochanaan in Salome, Orest in Elektra und Dr. Schön in Lulu.
Franz Grundheber lebt, mit Frau Angelika in zweiter Ehe verheiratet, in Hamburg-Rissen.
2002 sang er bei den Salzburger Festspielen die seit der Uraufführung stets um einen Halbton hinuntertransponierte Rolle des Jupiter in Die Liebe der Danae als erster Bariton in der hohen Originaltonart.
Trotz seiner internationalen Karriere ist Franz Grundheber seiner Heimatstadt verbunden geblieben. In der Spielzeit 2003/2004 gastierte er als Scarpia am Stadttheater Trier.  In der Spielzeit 2005/2006 war er dort in Richard Wagners Fliegendem Holländer zu sehen. Im Jahre 2007 debütierte er dort als Regisseur und inszenierte Bergs Wozzeck, wobei er auch in einigen Aufführungen die Hauptrolle sang; am 17. September 2017 sang er dort wenige Tage vor seinem 80. Geburtstag die Rolle des Fliegenden Holländers in einer halb-szenischen Aufführung.
Ebenfalls steht Franz Grundheber regelmäßig für Chorkonzerte in seiner Heimatstadt zur Verfügung. Besondere Verbindungen hat er zu den Chören der Trierer Stadtteile Trier-Biewer und Trier-Ehrang.
Verbunden zeigt er sich auch mit seiner Wahlheimat Hamburg. Er unterstützte dort die Kantorei Sülldorf/Rissen am 11./12. November 2006 bei der Aufführung des Elias von Mendelssohn Bartholdy sowie im November 2013 mit dem Brahms-Requiem und im November 2014 mit Dvořáks Stabat Mater.
2015 kehrte Franz Grundheber als Schigolch in Lulu an die New Yorker Metropolitan Oper zurück; 2017 war er u. a. als Moses in Moses und Aron, als Barak in Die Frau ohne Schatten, als Holländer in Der fliegende Holländer, als Schigolch in Lulu und als Peter Besenbinder in Hänsel und Gretel zu erleben.
2018 verkörperte Franz Grundheber erneut den Peter Besenbinder und den Sprecher in Die Zauberflöte und leitete Meisterklassen in Düsseldorf und in Savonlinna. Ein Auftritt in der Bass-Partie von Mendelssohn-Bartholdys Paulus musste trotz bestrittener Generalprobe krankheitshalber abgesagt werden.
2019 sprach er gemeinsam mit Nicole Heesters die Sprechertexte der Genesis-Suite bei deren österreichischen Erstaufführung im Linzer Brucknerhaus und gestaltete die Partie des Sprechers in den Gurre-Liedern in Tokio.

## Stationen
(soweit noch nicht im Text erwähnt)
- Stadttheater Hagen/Westfalen: (Rigoletto)
- Salzburger Festspiele
- Bayerische Staatsoper (München)
- Los Angeles
- Opéra Bastille
- Arena von Verona
- Mailänder Scala
- Covent Garden
- Deutsche Oper Berlin
- Teatro dell’Opera Roma
- Metropolitan Opera (Debüt: 1999 – Rigoletto)
- Santiago de Chile (Chilean Critics’ Award 2001 for International Opera)
- Tokyo Opera Nomori
- Houston Grand Opera
- San Francisco Opera
- Aalto-Theater (Essen)
- Staatstheater Karlsruhe
- Saarländisches Staatstheater (Saarbrücken)

## Repertoire (Auswahl)
(Chronologisch nach Debüt, soweit noch nicht im Text erwähnt)
- Monostatos in Die Zauberflöte
- Escamillo in Carmen
- Peter Besenbinder in Hänsel und Gretel
- Sprecher in Die Zauberflöte
- Herr von Faninal in Der Rosenkavalier
- Mandryka in Arabella
- Valentin in Faust
- Cardillac in Cardillac
- Michele in Il tabarro
- Kardinal Borromeo in Palestrina[25]
- Jupiter in Die Liebe der Danae
- Guglielmo Wulf in Le Villi
- Moses in Moses und Aron
- Musiklehrer in Ariadne auf Naxos
- Schigolch in Lulu
- Haushofmeister in Ariadne auf Naxos

## Dirigenten
Franz Grundheber arbeitete u. a. mit folgenden Dirigenten zusammen:
- Herbert von Karajan
- Lorin Maazel
- Kurt Masur
- Seiji Ozawa
- Colin Davis
- Giuseppe Sinopoli
- Karl Sollak
- Claudio Abbado
- Semjon Bytschkow
- Daniel Barenboim
- Simone Young
- Riccardo Muti
- Fabio Luisi
- Justin Brown
- Paul Ethuin
- Ulf Schirmer
- Peter Schneider
- Jeffrey Tate

## Tonträger (Auswahl)
- Alban Berg: Wozzeck, Wiener Philharmoniker, Dirigent: Claudio Abbado, 1988 (auch DVD)
- Alban Berg: Wozzeck, Staatskapelle Berlin, Dirigent: Daniel Barenboim, 1997 (auch DVD)
- Arnold Schönberg: Moses und Aron, SWR-Sinfonieorchester, Dirigent: Sylvain Cambreling, 2014
- Arnold Schönberg: Gurrelieder, Gustav Mahler Jugendorchester, Dirigent: Christian Thielemann, 2020
- Engelbert Humperdinck: Hänsel und Gretel, Staatskapelle Dresden, Dirigent: Sir Colin Davis, 2011
- Richard Strauss: Frau ohne Schatten, Staatskapelle Dresden, Dirigent: Giuseppe Sinopoli, 1997
- Richard Strauss: Arabella, Orchestra of the Royal Opera Hous Covent Garden, Dirigent: Jeffrey Tate, 1987
- Richard Strauss: Elektra, Orchester der Wiener Staatsoper, Dirigent: Claudio Abbado, 1993/2000 (DVD)
- Richard Strauss: Der Rosenkavalier, Staatskapelle Dresden, Dirigent: Bernard Haitink, 1991
- Richard Strauss: Ariadne auf Naxos, Frankfurter Museums- und Opernorchester, Dirigent: Sebastian Weigle, 2013
- Igor Strawinsky: Ödipus Rex, Orchestre della Suisse Romande, Dirigent: Neeme Järvi, 1983
- Richard Wagner: Der Fliegende Holländer, Savonlinnan Oopperajuhlaorkesteri, Dirigent: Leif Segerstam, 1991 (DVD)
- Carl Maria von Weber/Gustav Mahler: Die drei Pintos, Münchner Philharmoniker, Dirigent: Gary Bertini, 1976
- Alexander von Zemlinsky: Schauspielmusik zu Shakespeares Cymbeline, Tschechisches Philharmonie Orchester, Dirigent: Antony Beaumont, 2003
- Hector Berlioz: La Damnation de Faust, Israel Philharmonic Orchestra, Dirigent: Gary Bertini, 1996